# Дуванка (Золочевский район)
Дува́нка (укр. Дуванка) — село,
Светличанский сельский совет,
Золочевский район,
Харьковская область, Украина.
Код КОАТУУ — 6322685502. Население по переписи 2001 года составляет 28 (11/17 м/ж) человек.

## Географическое положение
Село Дуванка находится в 2 км от села Светличное, в 3 км от села Зрубанка, в 5 км от поселка городского типа Золочев.
В селе несколько запруд.

## Экономика
- Молочно-товарная и птице-товарная фермы.

## История
- В 1940 году, перед ВОВ, в селе было 67 дворов.[2]